# Amárynthos
Amárynthos (en grec moderne : Αμάρυνθος) est un ancien dème et un village du centre de l'île d'Eubée, en Grèce, localement appelé Váthia.

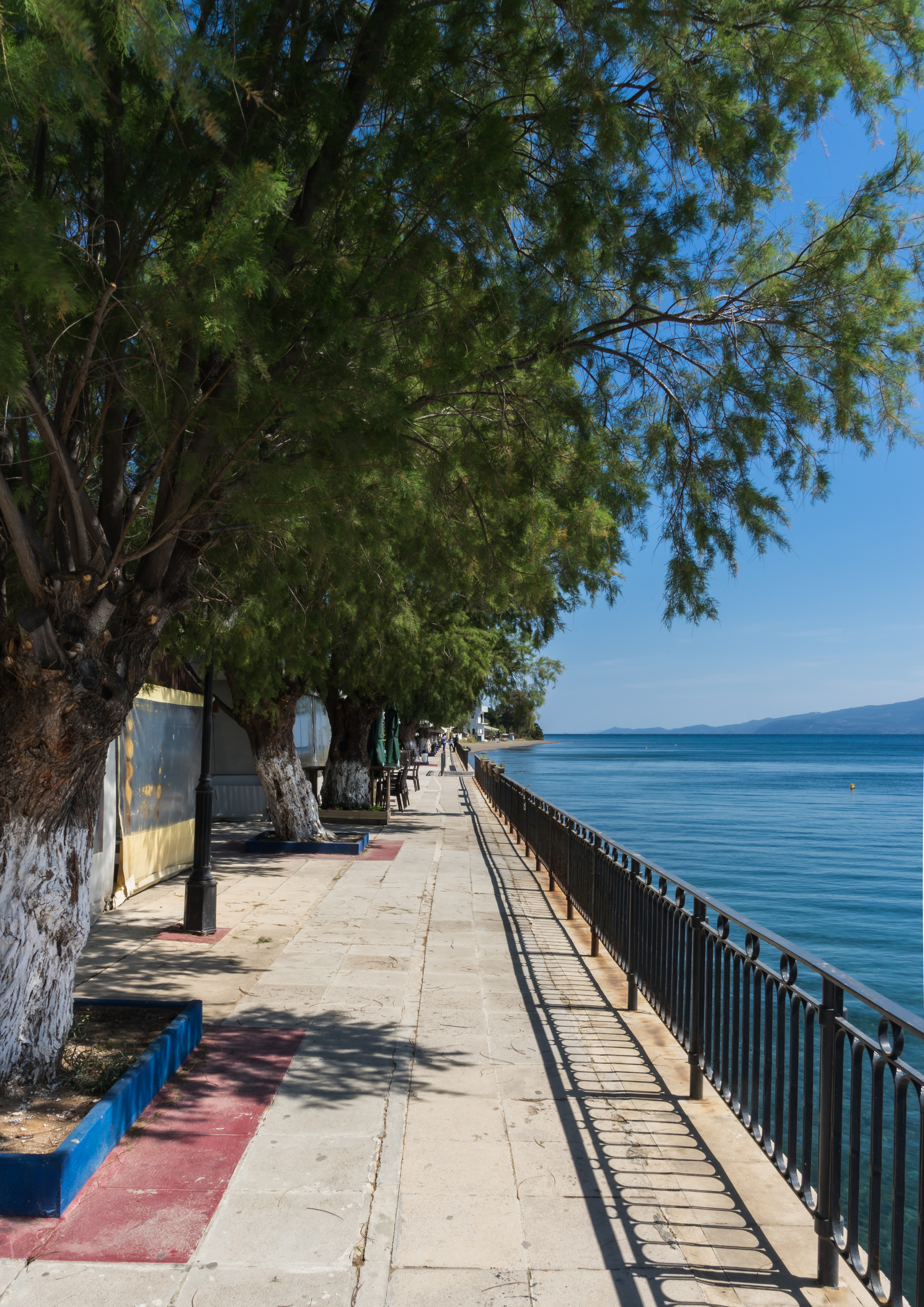
Promenade sur le front de mer à Amárynthos

Il est le siège du dème des Amarynthiens qui compte environ 7300 habitants.

## Histoire
On y rendait un culte particulier à Artémis, et les fêtes célébrées en l'honneur de cette déesse s'appelaient Amarynthies ou Amarysies. On accédait à ce sanctuaire par une voie sacrée. 
Ce sanctuaire d'Artémis a été localisé par l'École suisse d’archéologie en 2007 à Amárynthos et les découvertes qui y ont été réalisées ont permis de confirmer cette identification en 2017. Il est bordé à la fin du IVe siècle avant notre ère par des portiques et de petits édicules, et au centre le temple et son autel.
Ce site était déjà occupé à l'âge du bronze ancien. Les plus anciennes constructions actuellement dégagées datent du VIIIe siècle avant notre ère.
Le premier temple fut édifié au VIIe siècle avec un autel dont forme de fer à cheval est peu usité dans cette région. Il fut détruit par un incendie au cours du VIe siècle, et fut reconstruit provisoirement avec des matériaux en briques de terre crue, sans fondation, et un nouveau temple fut réalisé à la fin de ce VIe siècle et sera doté d'un ensemble important d'offrandes. Découvert lors des fouilles de 2020-2022 ce dépôt d'offrandes est riche de 700 pièces hétéroclites, parures, ustensiles, haches, couteaux, dont une statuette  en calcaire tendre : la porteuse de faon à la plastique chypro-ionienne.

### Temple archaïque
La campagne de fouilles de 2023 à permis de découvrir et de résoudre un certain nombre de questions in situ et les prochaines recherches consistent maintenant en un travail de laboratoire pour étudier l'ensemble des restes.
Il mesure 100 pieds de long soit 34 mètres avec un plan en abside inhabituel dans la région, daté du VIIe siècle av.J.C, et détruit par un incendie dans la seconde moitié du VIe siècle av.J.C. Il fut reconstruit provisoirement avec des matériaux en terre crue, puis reconstruit un siècle plus tard avec des matériaux en terre cuite. Les sondages de la dernière campagne font remonter ses origines au IXe siècle avant J.C. Des offrandes de figurines d'animaux en bronze (IX-VIIIe siècle avant J-C), et une tête de taureau en terre cuite réalisé au tour datée de la période mycénienne.